# Carsten Köhrbrück
Carsten Uwe Köhrbrück (né le 26 juin 1987 à Berlin) est un athlète allemand, spécialiste du 400 mètres haies. 

## Biographie
Aux Championnats d'Europe de 1990, Carsten Köhrbrück se classe 6e sur 400 mètres haies et remporte la médaille d'argent sur 4 x 400 mètres, aux côtés de Klaus Just, Edgar Itt et Norbert Dobeleit.

### Palmarès
| Date | Compétition                   | Lieu    | Résultat | Épreuve     | Performance   |
| ---- | ----------------------------- | ------- | -------- | ----------- | ------------- |
| 1985 | Championnats d'Europe juniors | Cottbus | 3e       | 400 m haies | 51 s 23       |
| 1986 | Championnats du monde juniors | Athènes | 4e       | 400 m haies | 50 s 58       |
| 1990 | Championnats d'Europe         | Split   | 6e       | 400 m haies | 48 s 95       |
| 1990 | Championnats d'Europe         | Split   | 2e       | 4 x 400 m   | 3 min 00 s 64 |

### Records
| Épreuve          | Performance | Lieu       | Date         |
| ---------------- | ----------- | ---------- | ------------ |
| 400 mètres haies | 48 s 89     | Düsseldorf | 12 août 1990 |